# Мирович, Константин Константинович
Константин Константинович Мирович (3 декабря 1866, село Шандра, Каневский уезд, Киевская губерния — не ранее 1919) — украинский политический деятель, министр исповеданий в Директории Украинской Народной Республики, статский советник.

## Биография
Родился в семье священника.
Окончил Богуславское духовное училище (1882), Киевскую духовную семинарию первым учеником (1888) и Киевскую духовную академию со степенью кандидата богословия (1892).
Преподаватель арифметики и географии в Пинском духовном училище, затем в Богуславском духовном училище (1893) и Киево-Подольском духовном училище (1902).
Статский советник (1907), помощник смотрителя Киево-Подольского духовного училища (1914), член ревизионной комиссии при Киевском епархиальном совете (1917).
В 1917 году член Поместного собора Православной российской церкви по избранию как мирянин от Киевской епархии, участвовал в 1-й сессии, секретарь XIII, член II, III, VIII Отделов.
С ноября 1917 года член Временной Всеукраинской православной церковной рады.
В 1918 году товарищ председателя, член Редакционной и Издательской комиссий Всеукраинского Православного Церковного Собора, делегат Киевского епархиального съезда духовенства и мирян, товарищ министра исповеданий Украинской Державы, директор Департамента духовного образования, с ноября министр исповеданий в Директории Украинской Народной Республики.
В 1919 году исполняющий обязанности министра культов в правительстве Б. Н. Мартоса.